# 仙庵镇
仙庵镇，是中华人民共和国广东省揭阳市惠来县下辖的一个行政建制镇。

## 行政区划
仙庵镇下辖以下地区：
仙中社区、仙庵村、顶溪村、东铺村、四美村、西庄村、塘华村、浮山村、浮埔村、京陇村、田乾村、华园村、口埔村、锡溪村、宁寨村、点埔村、里行村、桥观村、华清村、四石村和望前村。